# WAX
WAX es el sexto álbum de estudio de la cantautora escocesa KT Tunstall. Es el segundo álbum de una anunciada trilogía de "alma, cuerpo y mente", siguiendo a KIN. Fue lanzado el 5 de octubre de 2018. El álbum fue producido principalmente por Nick McCarthy, exguitarrista y vocalista de la banda escocesa Franz Ferdinand. 
Su primer sencillo, "The River" fue lanzado el 23 de agosto de 2018.
El álbum además incluye una nueva versión de "The Healer", la cual fue incluida en el EP Golden State.

## Antecedentes
Tunstall anunció el lanzamiento de un nuevo álbum llamado "WAX" el 23 de agosto de 2018. A principios del 2018, Tunstall anunció que había estado trabajando con Nick McCarthy de la banda británica Franz Ferdinand, quien coescribió y produjo el álbum. También anunció que el álbum sería el segundo de una trilogía que aborda los conceptos de alma, cuerpo y mente. Sucediendo a KIN del 2016, WAX se centra en el cuerpo y en nuestra relación compleja con lo físico.

## Lista de canciones
1. "Little Red Thread" - 3:26 (Tunstall, Angelo Petraglia)
2. "Human Being" - 3:29 (Tunstall, Nick McCarthy)
3. "The River" - 3:40 (Tunstall, Martin Terefe)
4. "The Mountain" - 3:57 (Tunstall, McCarthy)
5. "The Healer (Redux)" - 3:48 (Tunstall)
6. ""Dark Side of Me" - 3:36 (Tunstall, Terefe, Tyler Connolly)
7. "Poison in Your Cup" - 3:48 (Tunstall)
8. "Backlash & Vinegar" - 4:06 (Tunstall)
9. "In This Body" - 3:21 (Tunstall, Tim Bran, Roy Kerr)
10. "The Night that Bowie Died" - 3:49 (Tunstall, McCarthy, Kellig)
11. "Tiny Love" - 4:36 (Tunstall, Terefe)

Bonus Tracks (HMV Escocia)
12. "John the Conqueror"

13. "Throw Down Boy"
- Datos: Q56281128